# Carlos Federico Sáez
Carlos Federico Sáez (14 de noviembre de 1878, Mercedes - 4 de enero de 1901, Montevideo) fue un pintor uruguayo.

## Biografía
Nació en la ciudad de Mercedes, en el seno de una familia acomodada. A la prematura edad de 13 años ya realizaba dibujos y pinturas de una calidad innegable. En 1891 se traslada a Montevideo donde concurre a las clases de pintura del profesor Juan Franzi. 
El pintor académico Juan Manuel Blanes aconsejó enviar al joven artista a estudiar a Italia, práctica común en el Uruguay de la época. El gobierno otorgó una beca de estudios al artista de solo 14 años de edad. Se inicia de esta forma un periplo de siete años de estadía europea bajo la tutela de Daniel Muñoz, Ministro uruguayo en Roma.  Instalado en Roma en 1893, ingresó a la Academia de Bellas Artes, pronto abandonó el academicismo y se interesó por las nuevas corrientes artísticas de la época: los Macchiaioli y el Art Nouveau. En 1896 instaló su propio taller en la Via Margutta y participó en varias exposiciones.
En 1900 regresó a Montevideo, ya enfermo, donde falleció poco después, a los 23 años de edad.

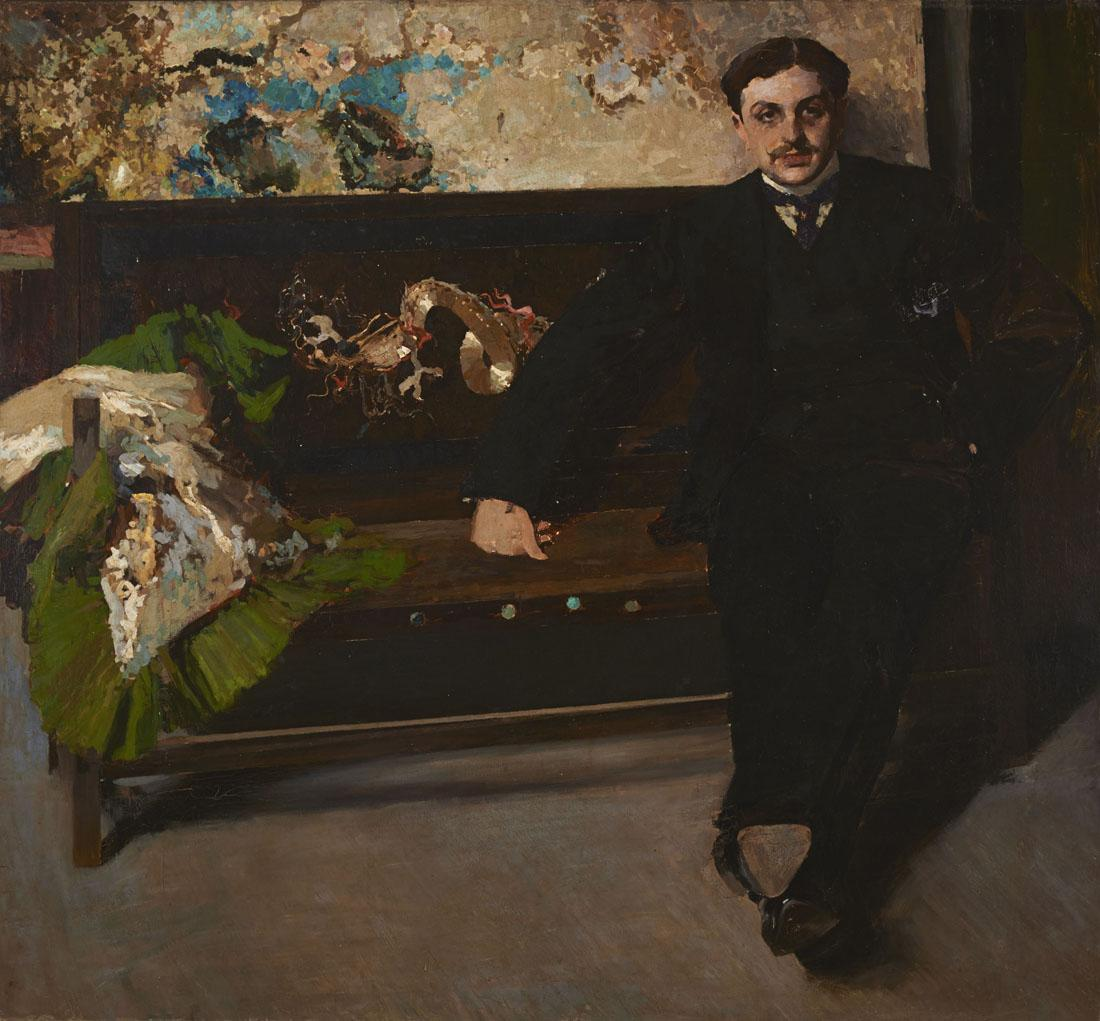
Carlos Federico Sáez, Retrato de J. C. M., óleo sobre tela, 129 x 139 cm, c. 1899 MNAV

## Obra
Su obra se caracteriza por la soltura de su pincelada sin dejar de lado la precisión verosimil, así como la tendencia a pintar individuos y no grupos. Durante su estadía en Italia utilizó como fondo para varios retratos un biombo pintado por él de características abstractas, estilo que no sería legitimado hasta 1910.
Produjo más de setenta óleos y cien dibujos en su breve carrera, Carlos Federico Sáez dejó un legado de enorme de sabiduría tanto como pintor como dibujante en el Río de la Plata, es considerado uno de los maestros del arte uruguayo y el primer pintor modernista de su país. 
Sus obras se encuentran en el Museo Nacional de Artes Visuales, Museo Juan Manuel Blanes, Pinacoteca Eusebio Giménez de su ciudad natal, Pinacoteca del Poder Legislativo y en el Museo de Arte Latinoamericano de Buenos Aires (MALBA).